# تسايل أم ماين
تسايل أم ماين (بالألمانية: Zeil am Main) هي مدينة و بلدة ألمانية تقع في بافاريا في ألمانيا.